# Nikołaj Bierdiajew

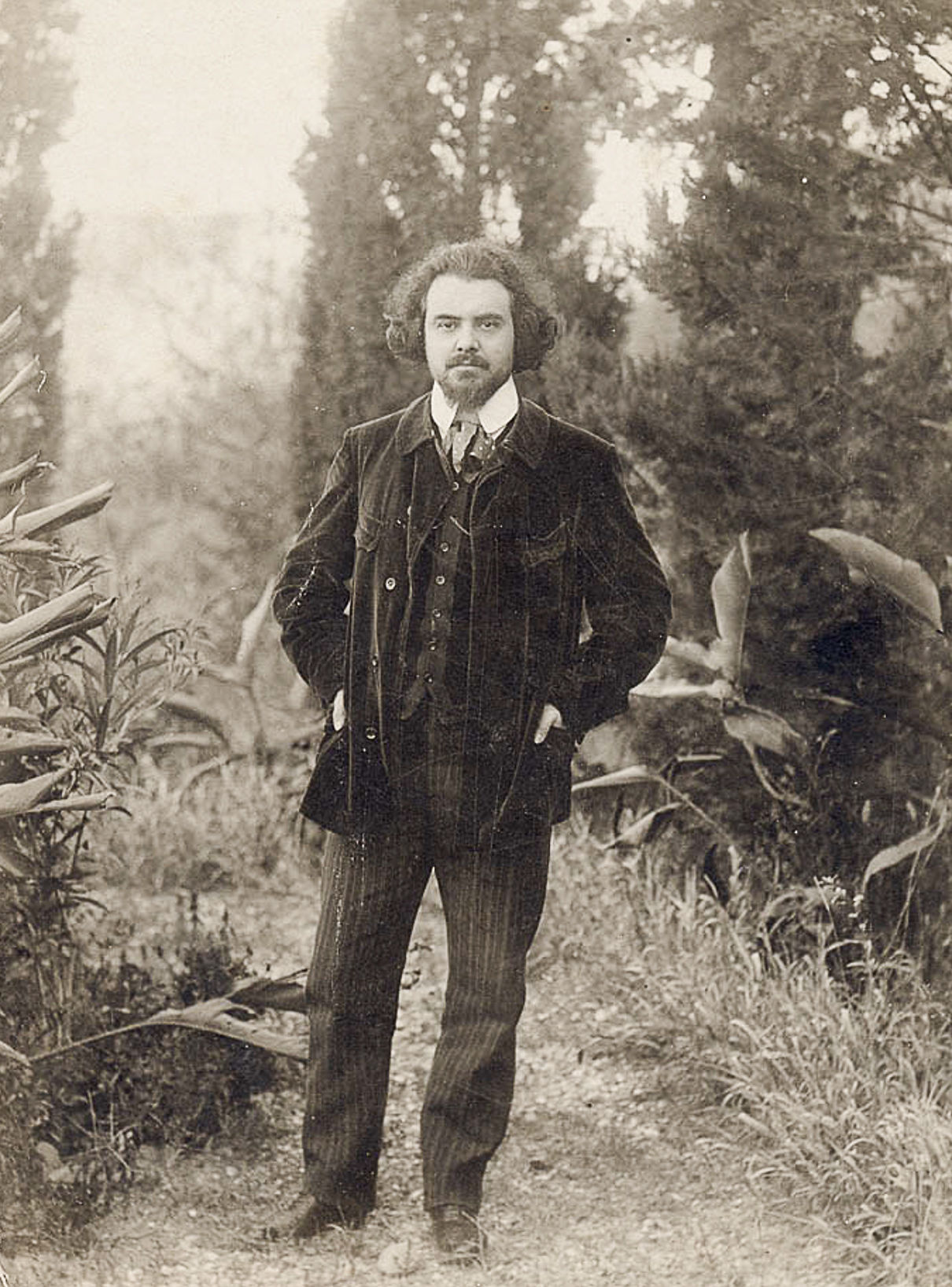
Nikołaj Bierdiajew w 1912

Nikołaj Aleksandrowicz Bierdiajew (ros. Николай Александрович Бердяев; ur. 6 marca?/18 marca 1874 w Obuchowie, zm. 23 marca 1948 w Clamart) – rosyjski filozof, zaliczany do grona największych myślicieli prawosławnych XX wieku, zwolennik nadziei powszechnego zbawienia, jeden z tzw. wiechowców. Był, obok Lwa Szestowa, najbardziej znanym na Zachodzie rosyjskim filozofem XX wieku.

## Życiorys
Urodził się w arystokratycznej rodzinie. Jego matką była księżniczka Aleksandra Kudaszowa, jej matką chrzestną zaś Elżbieta Krasińska, wdowa po Zygmuncie Krasińskim (1812–1859).  Miał także polskich krewnych, Marię Branicką (1843–1919), księżniczkę z domu Sapieha, która była kuzynką jego matki. W 1894 roku wstąpił do Imperatorskiego Uniwersytetu Kijowskiego św. Włodzimierza, gdzie pod wpływem Gieorgija Czełpanowa zainteresował się filozofią.
W Rosji działał w ruchu socjalistycznym, za co zesłano go do Wołogdy. Po przewrocie bolszewickim, z uwagi na jego związki z marksizmem, w 1920 roku mianowano go dziekanem na wydziale filozofii uniwersytetu moskiewskiego. Jednak już w 1921 roku został aresztowany i oskarżony o szpiegostwo. Po przesłuchaniu przez Feliksa Dzierżyńskiego został zwolniony. Po niedługim czasie znów został aresztowany, po czym polecono mu opuścić miasto. W 1922 roku aresztowano go raz jeszcze i otrzymał wtedy nakaz wyjazdu z Rosji Sowieckiej pod groźbą rozstrzelania, z powodu jawnej niechęci wobec komunizmu. Wyjechał w zorganizowanej przez bolszewików grupie około siedemdziesięciu intelektualistów (tzw. „statek filozofów”). Po wydaleniu mieszkał w Berlinie, a następnie w Paryżu. Brał udział we francuskim życiu intelektualnym, a w latach 1926–1939 redagował pismo Put′ (ros. Droga).
Pod koniec życia ulegał stopniowej fascynacji Związkiem Radzieckim. Rewolucję bolszewicką interpretował w duchu słowianofilskim jako zjawisko specyficznie rosyjskie, które – jakkolwiek okrutne – uchroniło Rosję przed zgubą europeizacji i liberalizacji. Niedługo przed śmiercią wystąpił o radziecki paszport i planował wrócić do ZSRR.

## Życie prywatne
Miał żonę, którą poznał w 1904 r. Lidia (1874–1945) opisała życie męża i opublikowała w postaci pamiętnika Zawód: żona filozofa. Z zapisków tych wynika, że Bierdiajew był bardzo troskliwym, czułym i oddanym mężem. Uważał żonę za osobę wyjątkową i często dziękował Bogu, że pozwolił mu uczestniczyć w tak pięknym zjawisku, jakim było jego małżeństwo. Dzienniki żony powstawały na emigracji, kiedy osiedlili się we Francji. Mieszkali razem z siostrą Lidii – Eugenią. Lidia była inteligentną, bardzo religijną kobietą, znała literaturę klasyczną, pisała wiersze, które filozof zamierzał wydać po jej śmierci .

## Poglądy
Początkowo zajmował się marksizmem, później nawrócił się na chrześcijaństwo, któremu pozostał wierny do końca życia. Późniejsza filozofia Bierdiajewa była jedną z wczesnych odmian egzystencjalizmu. Swoją egzystencjalną filozofię Bierdiajew skoncentrował wokół pojęcia twórczości i czynu twórczego, nazywając swój projekt filozoficzny mianem „filozofii twórczości”. Dla Bierdiajewa istotą czynu twórczego ma być ostateczne przezwyciężenie upadku świata poprzez „wyniesienie” tego świata do rzeczywistości noumenalnej: ludzkość, w oparciu o znajdujący się w niej pierwiastek boski, musi dokończyć akt powszechnego zbawienia rozpoczęty przez odkupienie win na krzyżu.
W swojej myśli egzystencjalnej – głęboko religijnej z jednej strony, z drugiej zaś otwartej na dialog z krytyką wiary i Kościoła – Bierdiajew wychodził od człowieka do Boga. Zajmował go problem zła i absurd nienawiści świata do dobra; mękę Chrystusa interpretował jako wejście Boga w najgłębszą warstwę człowieczeństwa. Cierpienie uważał za tak zasadnicze dla człowieczeństwa, że kartezjańską figurę "Myślę, więc jestem" parafrazował: „Cierpię, więc jestem”.
Od wielu innych myślicieli rosyjskich odróżnia go nieobecność w jego pismach rosyjskiego nacjonalizmu, odważny krytycyzm wobec Rosji i Cerkwi prawosławnej oraz stosunek do przedstawicieli wszystkich narodów i warstw społecznych w duchu uniwersalizmu chrześcijańskiego. Pomimo tego Bierdiajew był intelektualnie silnie związany z tradycją filozofii rosyjskiej oraz teologią prawosławną.
Temat wolności jest podstawowym zagadnieniem w twórczości Bierdiajewa . Bierdiajew pisał o komunizmie jako o systemie niebędącym systemem socjalnym, lecz religią – dlatego fanatycznie oponującym innym religiom, zwłaszcza chrześcijaństwu. Stąd wysuwał logiczny wniosek o nieuchronnej kolizji komunizmu z innymi religiami. Twierdził, że z powodu swej nietolerancyjności i fanatyczności komunizm nie może być naukową lub intelektualną teorią. Jako religijny filozof, Bierdiajew nie mógł zaakceptować likwidacji wolności osobistej oraz zasady dominacji społeczeństwa nad jednostką głoszonej przez bolszewików.
Jednym z centralnych tematów jego dociekań filozoficznych była filozofia miłości. W 1907 opublikował artykuł Metafizyka płci i miłości (ros. Метафизика пола и любви) w czasopiśmie Pieriewał (ros. Перевал). Inne prace, w których najszerzej poruszał problem płci i kobiet, to: Rozważania o egzystencji, Sens twórczości, O przeznaczeniu człowieka oraz Autobiografia filozoficzna. Na rozumienie miłości przez Bierdiajewa bardzo duży wpływ mieli tacy myśliciele, jak Władimir Sołowjow i Wasilij Rozanow.
W swej filozofii miłości Bierdiajew był zwolennikiem poglądu, że pierwszy człowiek – Adam, stworzony na obraz Boży, nie był u swych początków ani mężczyzną, ani kobietą. Dopiero na skutek grzechu pierworodnego ujawniła się differentia elementu żeńskiego i męskiego. Rozpad Androgyna wywarł deformujący skutek na obraz Boży w człowieku. Pomimo tego, człowiek pozostaje u swych praźródeł istotą androgyniczną. Według Bierdiajewa, Androgynem był także Jezus Chrystus, który na nowo zjednoczył mężczyznę i niewiastę w jeden androgyniczny obraz. Zdaniem Piotra Przesmyckiego, taki pogląd jest zarazem bezzasadny i naiwny, natomiast Bierdiajewowska teoria androgyniczności człowieka stoi w wyraźnej sprzeczności z doktryną chrześcijańską.

## Dzieła
Jest autorem ponad 40 książek i kilkuset artykułów.
- Sens twórczości (1915)
- Los Rosji (1918)
- Nowe średniowiecze (1924 – wyd. pol. 1936) wersja cyfrowa w Elbląskiej Bibliotece Cyfrowej
- Sens historii
- Autobiografia filozoficzna (tytuł oryginalny Самопознание. (Опыт философской автобиографии), YMCA-Press, Paryż 1949, wyd. II uzup. i popr. 1983; tłum. Henryk Paprocki, Antyk, Kęty 2002, ISBN 83-88524-58-5)
- Egzystencjalna dialektyka Boga i człowieka
- Filozofia nierówności
- Filozofia wolności (wyd. pol.: tł. Ewa Matuszczyk, Białystok: Orthdruk, 1995. ISBN 83-85368-13-2)
- Królestwo Ducha i królestwo cezara
- Światopogląd Dostojewskiego
- Źródła i sens rosyjskiego komunizmu
- Niewola i wolność człowieka. Zarys filozofii personalistycznej
- O przeznaczeniu człowieka. H. Paprocki, W. Polanowski (przekł. i oprac.). Kęty: Wydawnictwo Antyk, 2006, s. 308, seria: Biblioteka Europejska. ISBN 83-89637-006..
- Rozważania o egzystencji
- Zarys metafizyki eschatologicznej
- Rosyjska idea (1946)